# Critérium de Castillon-la-Bataille
Le critérium de Castillon-la-Bataille est un critérium cycliste organisé annuellement à Castillon-la-Bataille, dans le département de la Gironde, en France.

## Description
Le critérium de Castillon-la-Bataille a lieu généralement début août. Créé une première fois en 1959, il est relancé en 1979 par Georges Barrière et a depuis lieu tous les ans,. Il rassemble coureurs professionnels et amateurs. En général, parmi les coureurs professionnels, beaucoup sortent du Tour de France. Comme lors d'autres critérium d'après-Tour, le vainqueur voire les premières places du classement sont en général désignés par les organisateurs avant la course,.

## Palmarès depuis 1959
| Année     | Vainqueur                    | Deuxième                     | Troisième                    |                      |
| --------- | ---------------------------- | ---------------------------- | ---------------------------- | -------------------- |
| 1959      | André Trochut                | Marcel Queheille             | Fausto Coppi                 |                      |
| 1960      | Marcel Buzzi                 | Henri Anglade                | René Abadie                  |                      |
| 1961-1963 | Épreuve non disputée         | Épreuve non disputée         | Épreuve non disputée         |                      |
| 1964      | Jacques Anquetil             | Jean Graczyk                 | Michel Gonzalès              |                      |
| 1965      | Jean Stablinski              | Maurice Laforest             | Rudi Altig                   |                      |
| 1966-1978 | Épreuve non disputée         | Épreuve non disputée         | Épreuve non disputée         | Épreuve non disputée |
| 1979      | Jean-René Bernaudeau         | Patrick Friou                | Christian Jourdan            |                      |
| 1980      | Pierre-Raymond Villemiane    | Gilbert Duclos-Lassalle      | Bernard Becaas               |                      |
| 1981      | Bernard Thévenet             | Bernard Bourreau             | Dominique Arnaud             |                      |
| 1982      | Bernard Hinault              | Francesco Moser              | Frédéric Brun                |                      |
| 1983      | Joaquim Agostinho            | Christian Jourdan            | Stephen Roche                |                      |
| 1984      | Laurent Fignon               | Stephen Roche                | Jacques Bossis               |                      |
| 1985      | Francis Castaing             | Sean Kelly                   | Stephen Roche                |                      |
| 1986      | Jean-Claude Bagot            | Yvon Madiot                  | Charly Mottet                |                      |
| 1987      | Bernard Vallet               | Eduardo Chozas               | Frédéric Brun                |                      |
| 1988      | Denis Roux                   | Éric Boyer                   | Éric Caritoux                |                      |
| 1989      | Marino Lejarreta             | Éric Caritoux                | Philippe Leleu               |                      |
| 1990      | Éric Boyer                   | Pascal Simon                 | Gilbert Duclos-Lassalle      |                      |
| 1991      | Miguel Indurain              | Éric Boyer                   | Denis Roux                   |                      |
| 1992      | Claudio Chiappucci           | Richard Virenque             | Thierry Claveyrolat          |                      |
| 1993      | Gilbert Duclos-Lassalle      | Claudio Chiappucci           | Éric Caritoux                |                      |
| 1994      | Miguel Indurain              | Pascal Hervé                 | Claudio Chiappucci           |                      |
| 1995      | Richard Virenque             | Laurent Jalabert             | Marco Pantani                |                      |
| 1996      | Luc Leblanc                  | Abraham Olano                | Richard Virenque             |                      |
| 1997      | Richard Virenque             | Laurent Roux                 | Abraham Olano                |                      |
| 1998      | Laurent Brochard             | Bobby Julich                 | Richard Virenque             |                      |
| 1999      | Fernando Escartín            | Richard Virenque             | Pascal Chanteur              |                      |
| 2000      | Didier Rous                  | Laurent Jalabert             | Richard Virenque             |                      |
| 2001      | Laurent Jalabert             | Alexandre Botcharov          | François Simon               |                      |
| 2002      | Richard Virenque             | Sylvain Chavanel             | Laurent Jalabert             |                      |
| 2003      | Alexandre Vinokourov         | David Millar                 | Richard Virenque             |                      |
| 2004      | Richard Virenque             | Thomas Voeckler              | Pierrick Fédrigo             |                      |
| 2005      | Alexandre Vinokourov         | Pierrick Fédrigo             | David Moncoutié              |                      |
| 2006      | Christophe Moreau            | David de la Fuente           | Sandy Casar                  |                      |
| 2007      | Cadel Evans                  | Mickaël Delage               | Christophe Moreau            |                      |
| 2008      | Sylvain Chavanel             | Nicolas Vogondy              | Stéphane Goubert             |                      |
| 2009      | Pierrick Fédrigo             | Franco Pellizotti            | Dimitri Champion             |                      |
| 2010      | Alberto Contador             | Sylvain Chavanel             | Pierrick Fédrigo             |                      |
| 2011      | Thomas Voeckler              | Alberto Contador             | David Moncoutié              |                      |
| 2012      | Christopher Froome           | Thomas Voeckler              | Alexandre Vinokourov         |                      |
| 2013      | Alberto Contador             | Richie Porte                 | Mickaël Delage               |                      |
| 2014      | Thibaut Pinot                | Nicolas Roche                | Mickaël Delage               |                      |
| 2015      | Romain Bardet                | Christopher Froome           | Alexandre Geniez             |                      |
| 2016      | Tony Gallopin                | Mikaël Cherel                | Pierre Rolland               |                      |
| 2017      | Romain Bardet                | Warren Barguil               | Lilian Calmejane             |                      |
| 2018      | Julian Alaphilippe           | Julien Bernard               | Thomas Boudat                |                      |
| 2019      | Romain Bardet                | Warren Barguil               | Élie Gesbert                 |                      |
| 2020-2022 | Épreuve non disputée (Covid) | Épreuve non disputée (Covid) | Épreuve non disputée (Covid) |                      |
| 2023      | Valentin Madouas             | Jonathan Castroviejo         | Mathieu Burgaudeau           |                      |